# لوران جولي
لوران جولي (بالفرنسية: Laurent Joly)‏ هو مؤرخ فرنسي، ولد في 29 يوليو 1976.